# NEVER (국민의 아들의 노래)
〈NEVER〉은 엠넷의 서바이벌 리얼리티 프로그램 《PRODUCE 101 시즌 2》의 국민의 아들 팀이 부른 노래로, PRODUCE 101 - 35 Boys 5 Concepts 앨범 수록곡 중 음원 차트에서 최고 순위를 기록한 노래이고, 2017년 8월 7일에 발매된 워너원의 데뷔 음반 1×1=1 (TO BE ONE)에는 CD에 한해서 워너원 멤버로 새롭게 불리는 버전의 곡이 수록되어 있다.

## 차트
| 차트                               | 최고순위 |
| ---------------------------------- | -------- |
| 가온 주간 디지털 차트              | 2        |
| 가온 주간 다운로드 차트            | 2        |
| 가온 주간 스트리밍 차트            | 2        |
| 가온 주간 BGM 차트                 | 18       |
| 가온 주간 모바일 차트 (벨소리)     | 17       |
| 가온 주간 모바일 차트 (통화연결음) | 20       |